# 2/1
2/1, także Two over one – ogólne określenie na grupę wywodzących się ze Stanów Zjednoczonych systemów licytacyjnych, których wspólną cechą jest fakt, że odzywka odpowiadającego na poziomie dwóch po otwarciu „jeden w kolor” jest forsująca do końcówki, a odpowiedź 1BA po 1♥️️/♠️ jest forsująca na jedno okrążenie (forsujące BA).
Większość systemów 2/1 zbudowana jest na bazie silnego 1BA (15-17PH), otwarć w kolory starsze z piątek i otwarcia w kolory młodsze z trójek („lepszy młodszy”). Jedynym znaczącym wyjątkiem jest system KS (Kaplan-Sheinwold) używający słabego 1BA (12-14).